# Clava Cairn von Culdoich

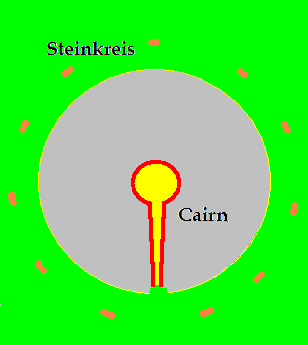
Schema Clava Cairn

Der Clava Cairn von Culdoich liegt in den flachen Feldern des Tals, nordwestlich des Weilers Culdoich, zwischen der Bahnlinie Highland Main Line und dem River Nairn östlich von Inverness in den Highlands in Schottland.
Die äußere Randsteinkante des Clava Cairns ist unregelmäßig und besteht aus gespaltenen Steinen und Felsbrocken und hat einen Durchmesser von etwa 17,1 m. Sie ist bis auf kleinere Lücken vollständig, außer an der Südseite, wo eine Kiesgrube die Seite des Cairns zerstört hat. Die Randsteine sind auf der Südwestseite etwa 0,85 m hoch und schrumpfen auf der anderen Seite bis auf etwa 0,3 m. Die runde, innere Umschließung hat einen Durchmesser von etwa 6,6 m und besteht aus gespaltenen Steinen, von denen bei Ausgrabungen festgestellt wurde, dass sie bis zu 1,5 m hoch sind. Das Cairnmaterial wurde bis auf etwa 0,3 m Höhe entfernt.
Ein einzelner erhaltener Stein des umgebenden Steinkreises ist eine 3,6 m hohe Platte, die sich nach außen neigt und 8,1 m vom Randsteinkreis entfernt an der Südwestseite steht. Auf ihrer Außenseite befinden sich zur Basis hin zwei Schälchen (englisch cupmarks). Ein Randstein der Südostseite weist auf der Außenseite ebenfalls zwei Markierungen auf. Ein Stein auf der Westseite ist möglicherweise auch markiert, aber zu unregelmäßig und abgewittert.
Die Ausgrabung des Clava Cairns von Cludoich, der im Südwesten der Hauptgruppe liegt, ergab keine Datierungsnachweise.
In der Nähe liegt der ausgegangene Clava Cairn Milltown of Clava.